# Stazione di Rosny-Bois-Perrier
La stazione di Rosny-Bois-Perrier (in francese Gare de Rosny-Bois-Perrier) è una stazione ferroviaria situata nel comune di Rosny-sous-Bois, nel dipartimento della Senna-Saint-Denis.

## Storia
La stazione fu attivata nel 1971. La stazione fu costruita per servire il quartiere Bois-Perrier di Rosny-sous-Bois, all'epoca caratterizzato da una recente urbanizzazione e dalla costruzione di grandi complessi residenziali, e anche per servire il centro commerciale Rosny 2, che sarebbe stato inaugurato due anni dopo, nel 1973.

## Movimenti
La stazione è servita dai treni della Linea RER E da quelli suburbani del Transilien.

## Interscambi
Nelle piazzale antistante la stazione effettuano fermata alcune linee urbane automobilistiche.
Dal 13 giugno 2024 è diventata stazione di interscambio con la linea 11 della metropolitana di Parigi, di cui costituisce il capolinea orientale.
- fermata autobus
- Fermata metropolitana (Rosny-Bois-Perrier, linea 11)